# Magyar Autóklub

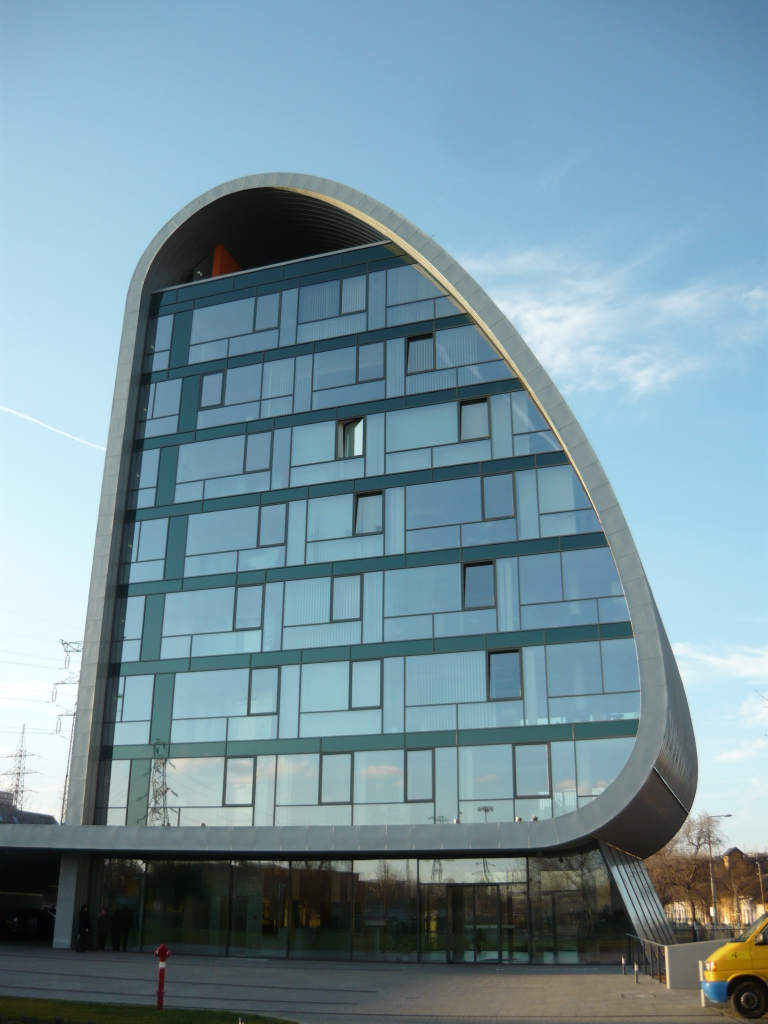
A Magyar Autóklub Szolgáltató Központ új székháza Budapesten

A Magyar Autóklub (MAK)  Magyarország egyik legnagyobb autós civilszervezete.

## Székhelye
Székhelyét 2011-ben Újpestre, a 2011. november 11-én 11 óra 11 perckor felavatott új, Berda József utcai Magyar Autóklub Szolgáltató Központ irodaházába helyezte át.

## Története
1900. november 30-án, Budapesten 45 tag részvételével a Royal szállodában alakult meg a mai Klub elődje, a Magyar Automobil Klub, amelynek elnöke gróf Szapáry Pál, a választmány tagjai pedig többek között Bánki Donát, Csonka János és Törley József lettek. Jelentősebb elnökei között például 1906-tól gróf Andrássy Sándor (1863-1946), országgyűlési képviselő, nagybirtokos volt. A Club 1911-ben felvehette a Királyi Magyar Automobil Club (KMAC) nevet. A nevéből később elhagyta a „királyi” jelzőt.
1960-ban a Magyar Tudományos Akadémia javaslatára felvette a Magyar Autóklub nevet.
Az 1960-as években a Klub saját pénzügyi eszközeiből országos segélyszolgálatot és szervizhálózatot hozott létre, melyeknek száma az évek során folyamatosan gyarapodott. Szolgáltatásaink köre mára a segélyszolgálaton és a műszaki szolgáltatásokon túl érdekvédelemmel, közlekedésbiztonsági oktatással, diákoktatással is bővült.

## Külső hivatkozások
- A Magyar Autóklub hivatalos oldala